# Loma Bonita, Ayala
Loma Bonita är en ort i Mexiko.   Den ligger i kommunen Ayala och delstaten Morelos, i den sydöstra delen av landet, 80 km söder om huvudstaden Mexico City. Loma Bonita ligger 1 152 meter över havet och antalet invånare är 496.
Terrängen runt Loma Bonita är kuperad åt sydväst, men åt nordost är den platt. Runt Loma Bonita är det ganska tätbefolkat, med 239 invånare per kvadratkilometer. Närmaste större samhälle är Cuautla Morelos, 11,1 km norr om Loma Bonita. Omgivningarna runt Loma Bonita är en mosaik av jordbruksmark och naturlig växtlighet.